# Lijst van voetbalinterlands Cyprus - Estland
Deze lijst van voetbalinterlands is een overzicht van alle officiële voetbalwedstrijden tussen de nationale teams van Cyprus en Estland. De landen speelden tot op heden tien keer tegen elkaar. De eerste ontmoeting, een vriendschappelijke wedstrijd, werd gespeeld in Paralimni op 9 maart 1994. Het laatste duel, een wedstrijd tijdens de UEFA Nations League 2020/21, vond plaats op 29 maart 2022 in Larnaca.

## Wedstrijden
| №  | Plaats    | Datum            | Competitie                  | Wedstrijd        | Uitslag |
| -- | --------- | ---------------- | --------------------------- | ---------------- | ------- |
| 1  | Paralimni | 9 maart 1994     | Vriendschappelijk           | Cyprus – Estland | 2 – 0   |
| 2  | Larnaca   | 15 februari 1995 | Vriendschappelijk           | Cyprus – Estland | 3 – 1   |
| 3  | Limasol   | 20 februari 1996 | Vriendschappelijk           | Cyprus – Estland | 1 – 0   |
| 4  | Larnaca   | 16 maart 1999    | Vriendschappelijk           | Cyprus – Estland | 1 – 2   |
| 5  | Limassol  | 28 maart 2001    | WK 2002 kwalificatie        | Cyprus – Estland | 2 – 2   |
| 6  | Tallinn   | 15 augustus 2001 | WK 2002 kwalificatie        | Estland – Cyprus | 2 – 2   |
| 7  | Strovolos | 25 maart 2017    | WK 2018 kwalificatie        | Cyprus – Estland | 0 – 0   |
| 8  | Tallinn   | 3 september 2017 | WK 2018 kwalificatie        | Estland − Cyprus | 1 − 0   |
| 9  | Tallinn   | 24 maart 2022    | UEFA Nations League 2020/21 | Estland − Cyprus | 0 − 0   |
| 10 | Larnaca   | 29 maart 2022    | UEFA Nations League 2020/21 | Cyprus − Estland | 2 − 0   |

## Samenvatting
| Competitie          | Totaal gespeeld | Winst Cyprus | Gelijk | Winst Estland | Doelsaldo Cyprus – Estland |
| ------------------- | --------------- | ------------ | ------ | ------------- | -------------------------- |
| WK-kwalificatie     | 4               | 0            | 3      | 1             | 4 − 5                      |
| UEFA Nations League | 2               | 1            | 1      | 0             | 2 − 0                      |
| Vriendschappelijk   | 4               | 3            | 0      | 1             | 7 − 3                      |
| Totaal              | 10              | 4            | 4      | 2             | 13 − 8                     |

Wedstrijden bepaald door strafschoppen worden, in lijn met de FIFA, als een gelijkspel gerekend.

## Details

### Eerste ontmoeting
| Vriendschappelijk (Paralimni, Cyprus, 9 maart 1994): |       |         |
| Cyprus                                               | 2 – 0 | Estland |
| Marios Agathokleous 44' Pambis Andreou 54' (pen.)    | goals |         |

### Tweede ontmoeting
| Vriendschappelijk (Larnaca, Cyprus, 15 februari 1995):    |       |                 |
| Cyprus                                                    | 3 – 1 | Estland         |
| Siniša Gogić 16' Yiotis Engomitis 83' Neofytos Larkou 85' | goals | 76' Martin Reim |

### Derde ontmoeting
| Vriendschappelijk (Limasol, Cyprus, 20 februari 1996): |       |         |
| Cyprus                                                 | 1 – 0 | Estland |
| Kostas Konstantinou 21'                                | goals |         |

### Vierde ontmoeting
| Vriendschappelijk (Larnaca, Cyprus, 16 maart 1999): |       |                                         |
| Cyprus                                              | 1 – 2 | Estland                                 |
| Marios Christodoulou 81'                            | goals | 59' Indrek Zelinski 85' Sergei Terehhov |

### Vijfde ontmoeting
| WK 2002 kwalificatie (Limasol, Cyprus, 28 maart 2001): |       |                                    |
| Cyprus                                                 | 2 – 2 | Estland                            |
| Michalis Konstantinou 47' Yiannakis Okkas 65'          | goals | 75' Marko Kristal 77' Raio Piiroja |

### Zesde ontmoeting
| WK 2002 kwalificatie (Tallinn, Estland, 15 augustus 2001): |              | |
| Estland | 2 – 2        | Cyprus |
| Indrek Zelinski 51' Jevgeni Novikov 86' | goals        | 39' Michalis Konstantinou 69' Michalis Konstantinou |
| Arno Pijpers | bondscoach   | Takis Haralambous |
| Martin Kaalma Teet Allas Marek Lemsalu 79' Raio Piiroja Erkko Saviauk Martin Reim Kristen Viikmäe 75' Jevgeni Novikov Indrek Zelinski Marko Kristal Andres Oper | opstellingen | Andreas Petrides Petros Konnafi Nicos Georgiou Vassos Melanarkitis Marios Charalambous Charis Nicolaou Georgios Theodotou 75' Costas Kaiafas 88' Ioannis Okkas 90' Marios Christodoulou Michalis Konstantinou |
| Mark Švets 75' Urmas Rooba 79' | wissels      | 75' Marios Agathokleous 88' Filippos Filippou 90' Yiasemis Yiasemakis |
| Andres Oper 12' Jevgeni Novikov 64' | gele kaarten | 64' Petros Konnafi 70' Nicos Georgiou 88' Andreas Petrides |

KOP · A-internationals · Bondscoaches · Statistieken · Cypriotisch vrouwenelftal · Cyprus U21 · Cyprus U20 · Cyprus U19 · Cyprus U18 · Cyprus U17 · Cyprus U16
1960 – 1969 · 
1970 – 1979 · 
1980 – 1989 · 
1990 – 1999 · 
2000 – 2009 · 
2010 – 2019 ·
2020 − 2029
1960 · 
1961 · 
1962 · 
1963 · 
1964 · 
1965 · 
1966 · 
1967 · 
1968 · 
1969 · 
1970 · 
1971 · 
1972 · 
1973 · 
1974 · 
1975 · 
1976 · 
1977 · 
1978 · 
1979 · 
1980 · 
1981 · 
1982 · 
1983 · 
1984 · 
1985 · 
1986 · 
1987 · 
1988 · 
1989 · 
1990 · 
1991 · 
1992 · 
1993 · 
1994 · 
1995 · 
1996 · 
1997 · 
1998 · 
1999 · 
2000 · 
2001 · 
2002 · 
2003 · 
2004 · 
2005 · 
2006 · 
2007 · 
2008 · 
2009 · 
2010 · 
2011 · 
2012 · 
2013 ·
2014 ·
2015 ·
2016 ·
2017 ·
2018 ·
2019 ·
2020 ·
2021 ·
2022
Albanië ·
Andorra ·
Armenië ·
Azerbeidzjan ·
België ·
Bosnië en Herzegovina ·
Bulgarije ·
Canada ·
Denemarken ·
Duitsland ·
Engeland ·
Estland ·
Faeröer ·
Finland ·
Frankrijk ·
Georgië ·
Gibraltar · 
Griekenland ·
Hongarije ·
Ierland ·
IJsland ·
Irak ·
Iran ·
Israël ·
Italië ·
Japan ·
Joegoslavië ·
Jordanië ·
Kazachstan ·
Koeweit ·
Kosovo ·
Kroatië ·
Letland ·
Libanon ·
Litouwen ·
Luxemburg ·
Malta ·
Moldavië ·
Montenegro ·
Nederland ·
Noord-Ierland ·
Noord-Macedonië ·
Noorwegen ·
Oekraïne ·
Oostenrijk ·
Polen ·
Portugal ·
Roemenië ·
Rusland ·
San Marino ·
Saoedi-Arabië ·
Schotland ·
Servië ·
Slovenië ·
Slowakije ·
Sovjet-Unie ·
Spanje ·
Syrië ·
Tsjechië ·
Tsjecho-Slowakije ·
Wales ·
Wit-Rusland ·
Zweden ·
Zwitserland
EJL · A-internationals · Bondscoaches · Statistieken · Estisch vrouwenelftal · Olympisch elftal · Estland U21 · Estland U20 · Estland U19 · Estland U18 · Estland U17 · Estland U16
1920 – 1929 ·
1930 – 1939 ·
1940 – 1949 ·
1950 – 1990 · 
1990 – 1999 ·
2000 – 2009 ·
2010 – 2019 ·
2020 − 2029
OS 1924
1920 ·
1921 ·
1922 ·
1923 ·
1924 ·
1925 ·
1926 ·
1927 ·
1928 ·
1929 · 
1930 · 
1931 · 
1932 · 
1933 · 
1934 · 
1935 · 
1936 · 
1937 · 
1938 · 
1939 · 
1940 · 
1941 · 
1942 · 
1943 · 1944 · 
1945 · 
1946 · 
1947 · 
1948 · 
1949 · 
1950 – 1990 · 
1991 · 
1992 · 
1993 · 
1994 · 
1995 · 
1996 · 
1997 · 
1998 · 
1999 · 
2000 · 
2001 · 
2002 · 
2003 · 
2004 · 
2005 · 
2006 · 
2007 · 
2008 · 
2009 · 
2010 · 
2011 · 
2012 · 
2013 · 
2014 · 
2015 · 
2016 ·
2017 ·
2018 ·
2019 ·
2020
Albanië ·
Andorra ·
Angola ·
Antigua en Barbuda ·
Argentinië ·
Armenië ·
Azerbeidzjan ·
België ·
Bosnië-Herzegovina ·
Brazilië ·
Bulgarije ·
Canada ·
Chili ·
China ·
Cyprus ·
Denemarken ·
Duitsland ·
Ecuador ·
Egypte ·
El Salvador ·
Engeland ·
Equatoriaal-Guinea ·
Faeröer ·
Fiji ·
Filipijnen ·
Finland ·
Frankrijk ·
Georgië · 
Gibraltar ·
Griekenland ·
Hongarije ·
Hongkong ·
Ierland ·
IJsland ·
Indonesië ·
Irak ·
Israël ·
Italië ·
Jordanië ·
Kazachstan ·
Kirgizië ·
Kroatië ·
Letland ·
Libanon ·
Liechtenstein ·
Litouwen ·
Luxemburg ·
Malta ·
Marokko ·
Mexico ·
Moldavië ·
Montenegro ·
Nederland ·
Nieuw-Caledonië ·
Nieuw-Zeeland ·
Noord-Ierland ·
Noord-Macedonië ·
Noorwegen ·
Oekraïne ·
Oezbekistan ·
Oman ·
Oostenrijk ·
Polen ·
Portugal ·
Qatar ·
Roemenië ·
Rusland ·
Saint Kitts en Nevis ·
San Marino ·
Saoedi-Arabië ·
Schotland ·
Servië ·
Slovenië ·
Slowakije · 
Spanje ·
Tadzjikistan ·
Thailand ·
Trinidad en Tobago ·
Tsjechië ·
Turkije ·
Turkmenistan ·
Uruguay ·
Vanuatu ·
Venezuela ·
Verenigde Arabische Emiraten ·
Verenigde Staten ·
Vietnam ·
Wales ·
Wit-Rusland ·
Zweden ·
Zwitserland